# وینچنزو یاکوپینو
وینچنزو یاکوپینو (انگلیسی: Vincenzo Iacopino؛ زادهٔ ۹ اوت ۱۹۷۶) بازیکن فوتبال اهل ایتالیا است.
از باشگاه‌هایی که در آن بازی کرده‌است می‌توان به باشگاه فوتبال هلاس ورونا، باشگاه فوتبال کاتانیا، باشگاه فوتبال مونتسا، باشگاه فوتبال سمپدوریا، و باشگاه فوتبال امپولی اشاره کرد.